# 陸上自衛隊北部方面隊

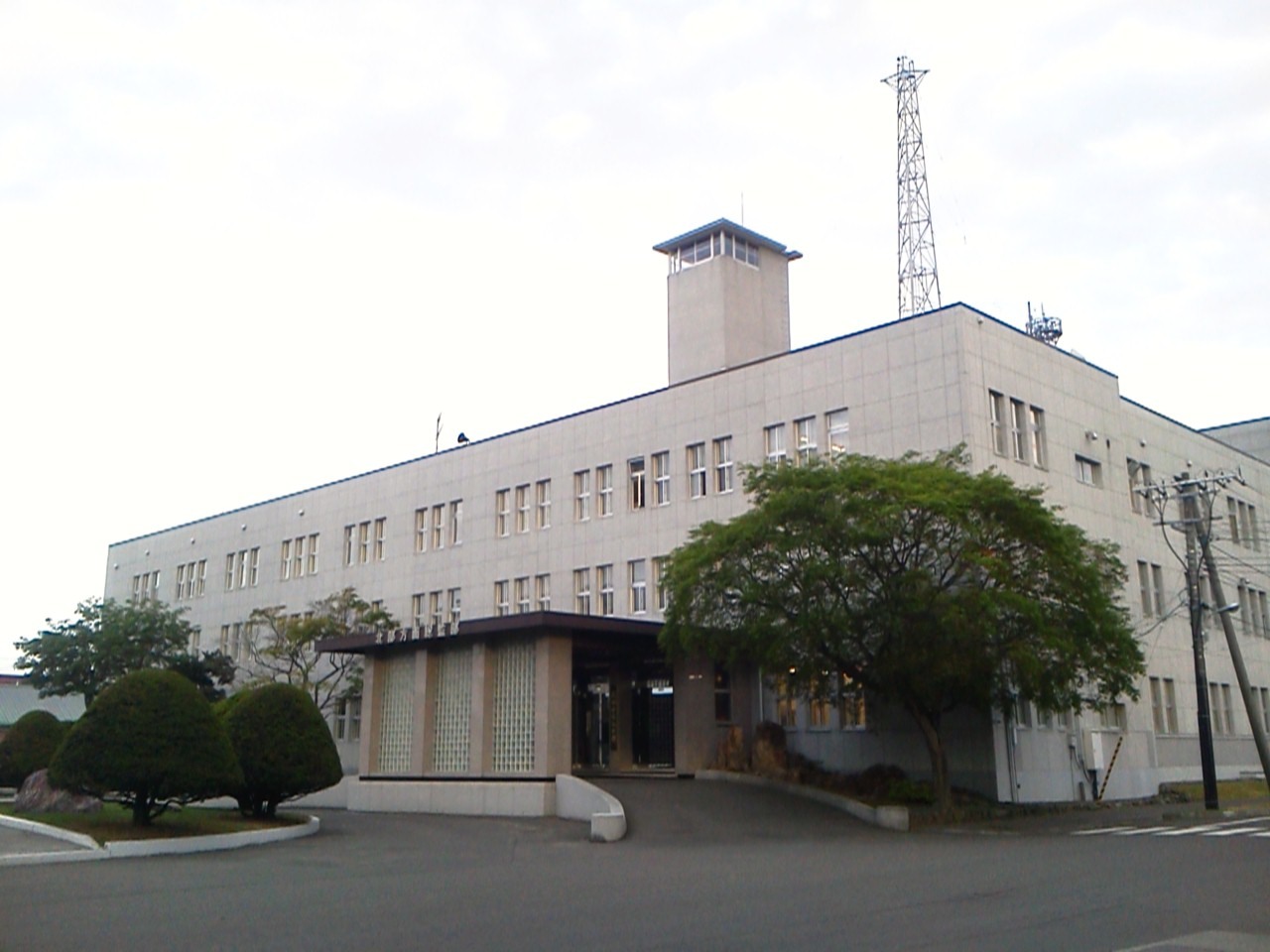
北部方面總監部廳舍

北部方面隊（日语：／ Hokubuhōmentai）為日本陸上自衛隊下屬的一個方面隊。負責北海道全境的防衛警備以及災害派遣等任務。方面總監部設在札幌市。

## 概要
北部方面隊的基幹兵力為兩個師團及兩個旅團，所轄區域設有28個駐屯地、10個分屯地、4個地方協力本部。陸上自衛隊唯一的裝甲師——第7師團也在其麾下，因其在冷戰時期屬於日本與蘇聯接壤的最前線部隊而受到重視。
北部方面隊在冷戰中有著四個師團五萬人、600輛坦克、400門火砲的規模。隨著陸上自衛隊的人員裝備削減，到2014年削減至兩師團兩旅團共三萬人、300輛坦克、200門火砲的規模。

## 編制

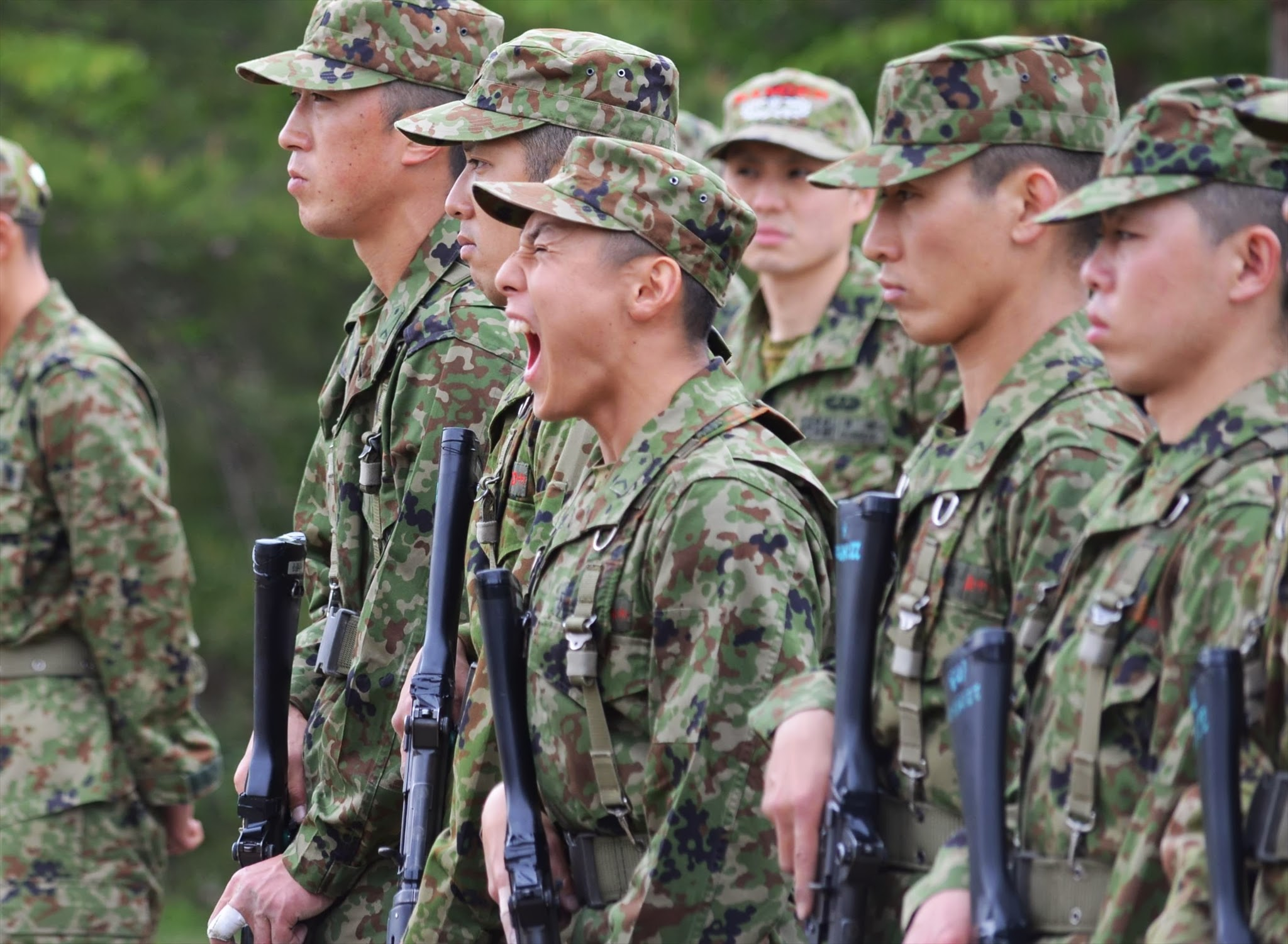
基本教練

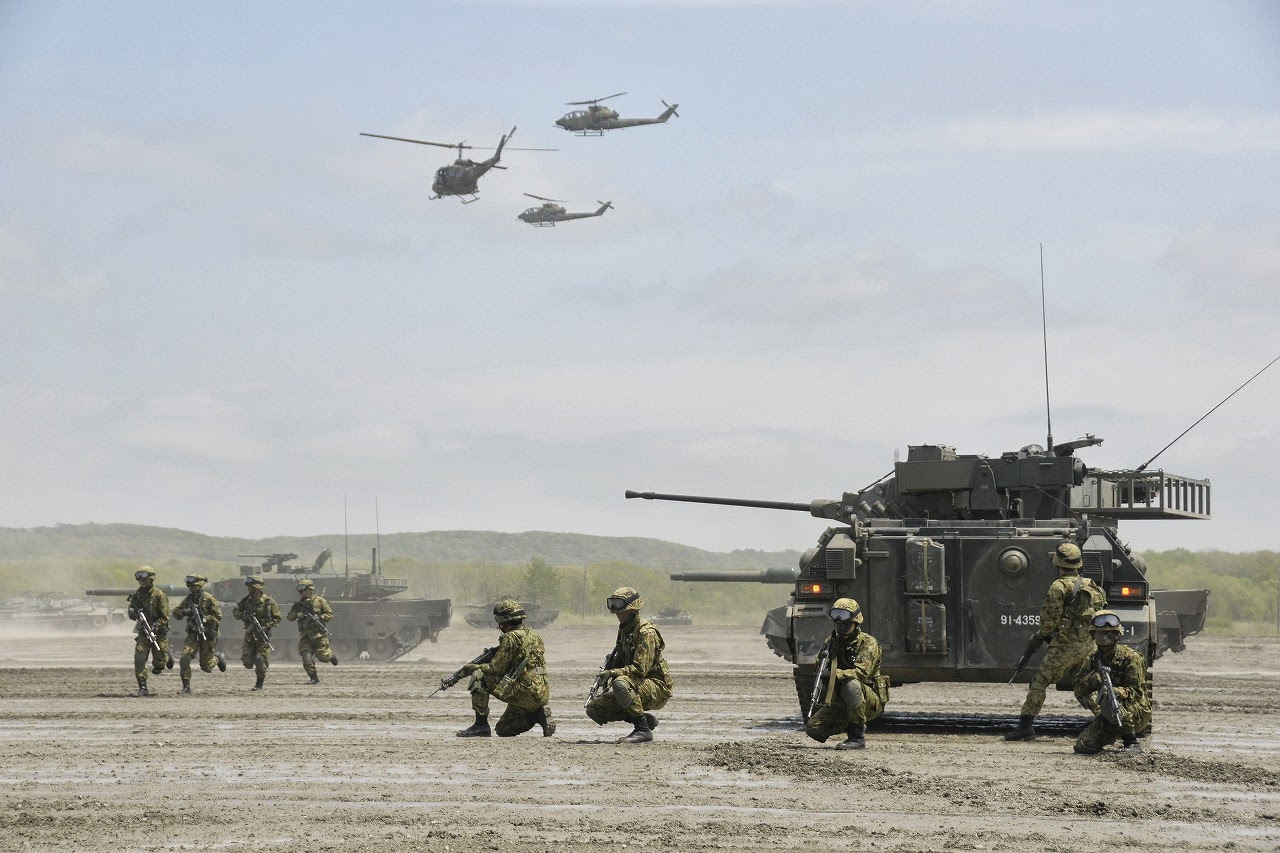
第7師團聯合演習

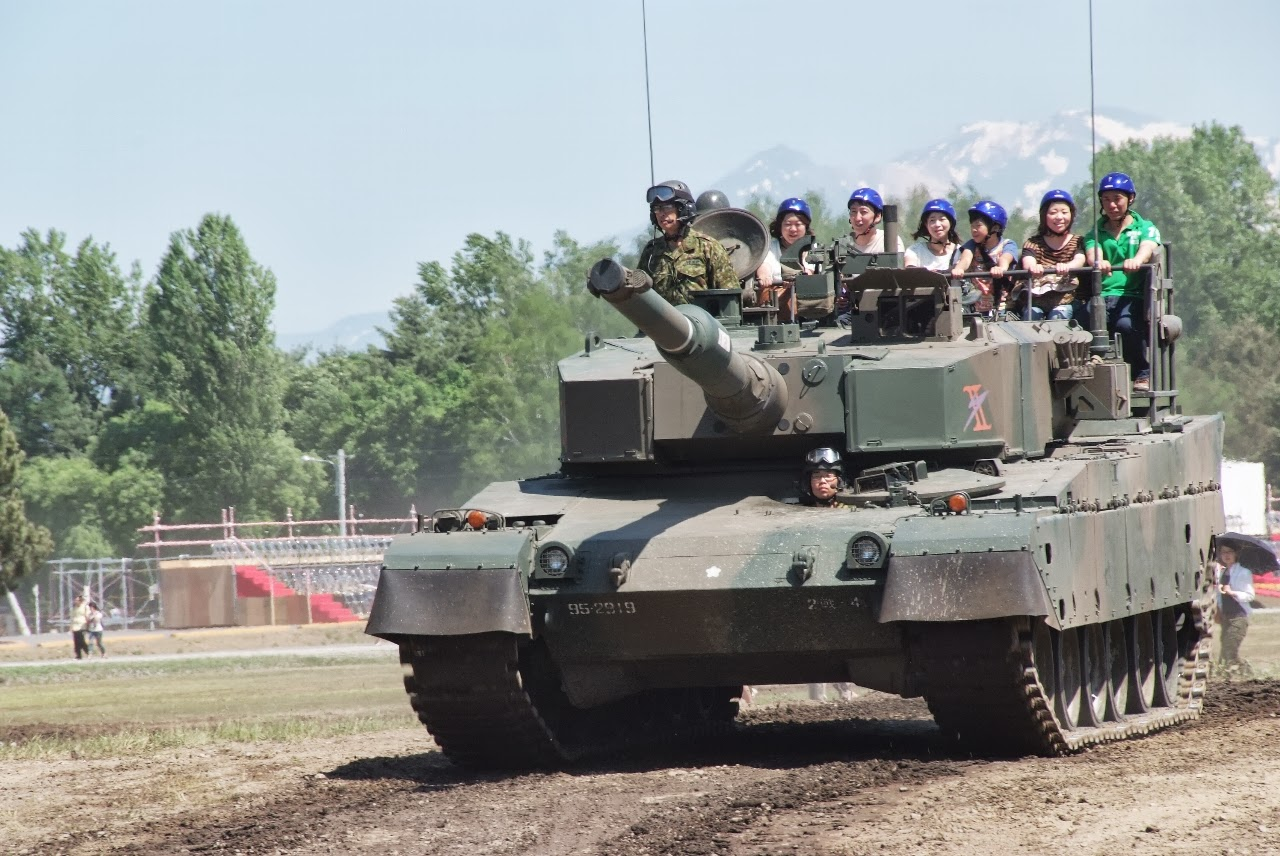
第2师团體驗活動

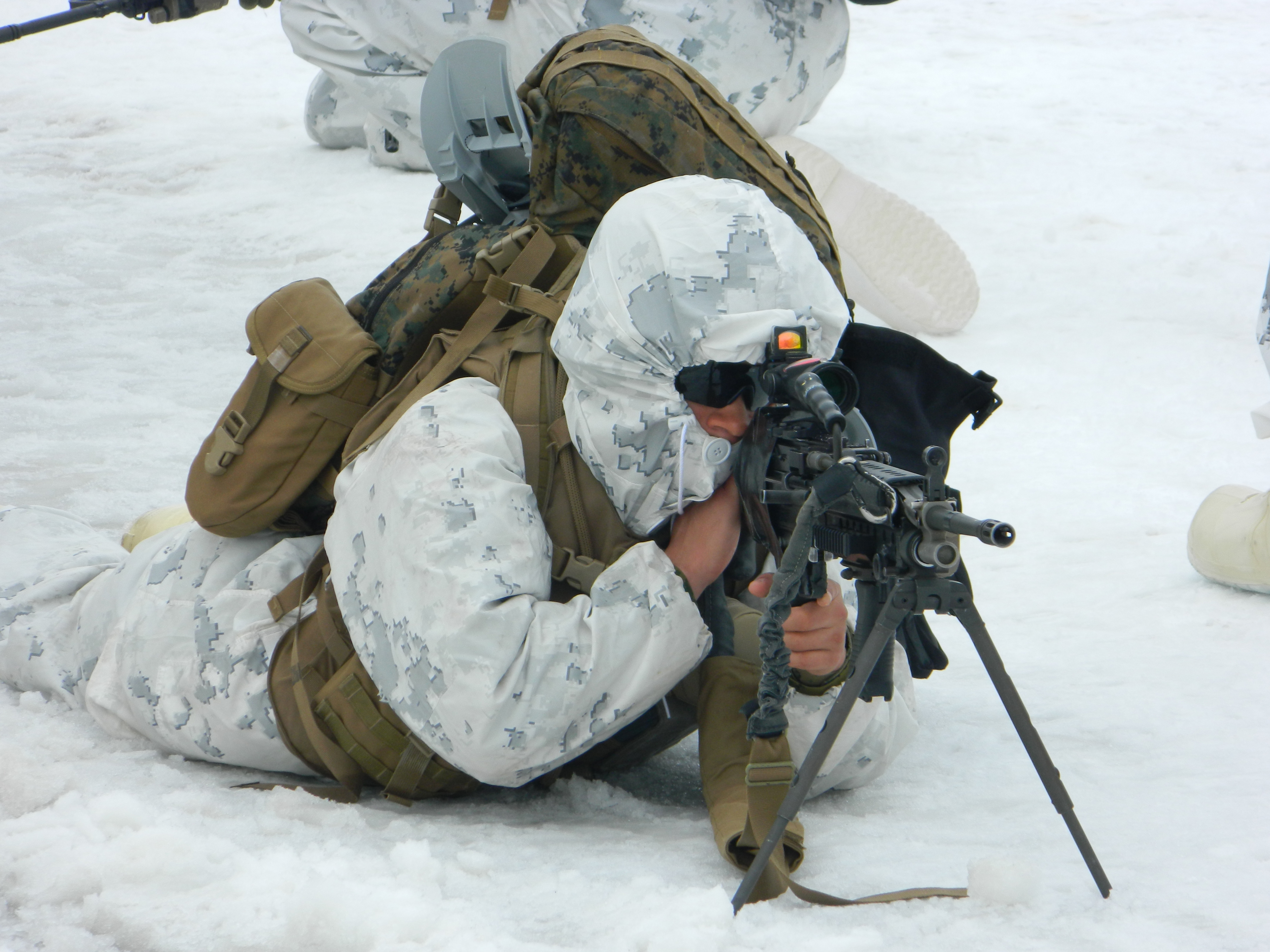
第5旅團隊員

- 北部方面總監部以及直屬部隊
- 第2師團
  - 第3普通科連隊（日语：第3普通科連隊）（步兵）
  - 第25普通科連隊（日语：第25普通科連隊）
  - 第26普通科連隊（日语：第26普通科連隊）
  - 第2戰車連隊（日语：第2戰車連隊）
- 第5旅團
  - 第4普通科連隊（日语：第4普通科連隊）
  - 第6普通科連隊（日语：第6普通科連隊）
  - 第27普通科連隊（日语：第27普通科連隊）
- 第7師團
  - 第71戰車連隊（日语：第71戰車連隊）
  - 第72戰車連隊（日语：第72戰車連隊）
  - 陸上自衛隊第73戰車連隊（日语：第73戦車連隊）
  - 第11普通科連隊（日语：第11普通科連隊）
- 第11旅團
  - 第10普通科連隊（日语：第10普通科連隊）
  - 第18普通科連隊（日语：第18普通科連隊）
  - 第28普通科連隊（日语：第28普通科連隊）
- 第1特科團（砲兵）
- 第1高射特科團
- 北部方面混成團（日语：北部方面混成団）
- 北部方面設施隊（日语：北部方面施設隊）（工兵）
- 第1電子隊（日语：第1電子隊）
- 北部方面通信群（日语：北部方面通信群）
- 北部方面航空隊（日语：北部方面航空隊）
- 北部方面後方支援隊（日语：北部方面後方支援隊）
- 北部方面會計隊（日语：北部方面会計隊）
- 北部方面衛生隊（日语：北部方面衛生隊）
- 北部方面音樂隊（日语：北部方面音楽隊）
- 北部方面指揮所訓練支援隊
- 北部方面情報隊（日语：北部方面情報隊）
- 北部方面反舟艇反戰車隊（日语：北部方面対舟艇対戦車隊）
- 北海道補給處（日语：陸上自衛隊北海道補給処）

## 方面總監部
北部方面總監部所在地為札幌市中央区的札幌駐屯地。

### 主要幹部
| 職務                       | 姓名     | 軍銜   | 就任時間       | 畢業學校 | 前任職務                               |
| -------------------------- | -------- | ------ | -------------- | -------- | -------------------------------------- |
| 方面總監                   | 沖邑佳彦 | 陸将   | 2021年3月26日  | 防大31期 | 統合幕僚学校長                         |
| 幕僚長（兼札幌駐屯地司令） | 上田和幹 | 陸将補 | 2013年12月18日 | 防大35期 | 陸上自衛隊需品学校長 兼 松戸駐屯地司令 |
| 幕僚副長（行政）           | 満井英昭 | 陸将補 | 2021年3月26日  |          | 陸上幕僚監部運用支援・訓練部訓練課長   |
| 幕僚副長（防衛）           | 富崎隆志 | 陸将補 | 2020年8月25日  |          | 自衛隊大阪地方協力本部長               |

## 外部連結
- 北部方面隊 （页面存档备份，存于）